# Kleinbettingen
Kleinbettingen (en luxemburgués: Klengbetten) és una vila de la comuna de Steinfort del districte de Luxemburg al cantó de Capellen. Està a uns 16 km de distància de la Ciutat de Luxemburg.
L'estació de Kleinbettingen es troba a la línia ferroviària internacional de Luxemburg - Arlon - Brussel·les. La vila es troba travessada d'oest a est pel torrent d'Autelbas, un afluent de l'Eisch.